# Hermatobates
Hermatobates — рід дрібних безкрилих клопів з надродини Hydrometroidea, єдиний у родині Hermatobatidae. Об'єднує близьких до водомірок комах, які мешкають на узбережжі океанів та здатні на відміну від більшості інших комах довгий час перебувати в солоній морській воді. Поширені здебільшого у західній частині Тихого океану, поблизу берегів Азії та Австралії, проте окремі види відомі з Індійського океану та Карибського моря.

## Опис
Дрібні клопи з довжиною тіла 2,5-4 мм. Тіло овальне, вкрите довгими волосками, крила редуковані. Волоски вкривають все тіло, окрім кінцівок та фасеткових очей. Крім довгих наявні короткі волоски, які є в різних ділянках тіла та утворюють скупчення поблизу дихалець на середньо- та задньогрудях.
Фасеткові очі великі й кулясті, сильно виступають над поверхнею голови. Відносно великими є окремі фасетки, кожне око містить лише 30-40 оматидіїв. Антени відносно довгі.

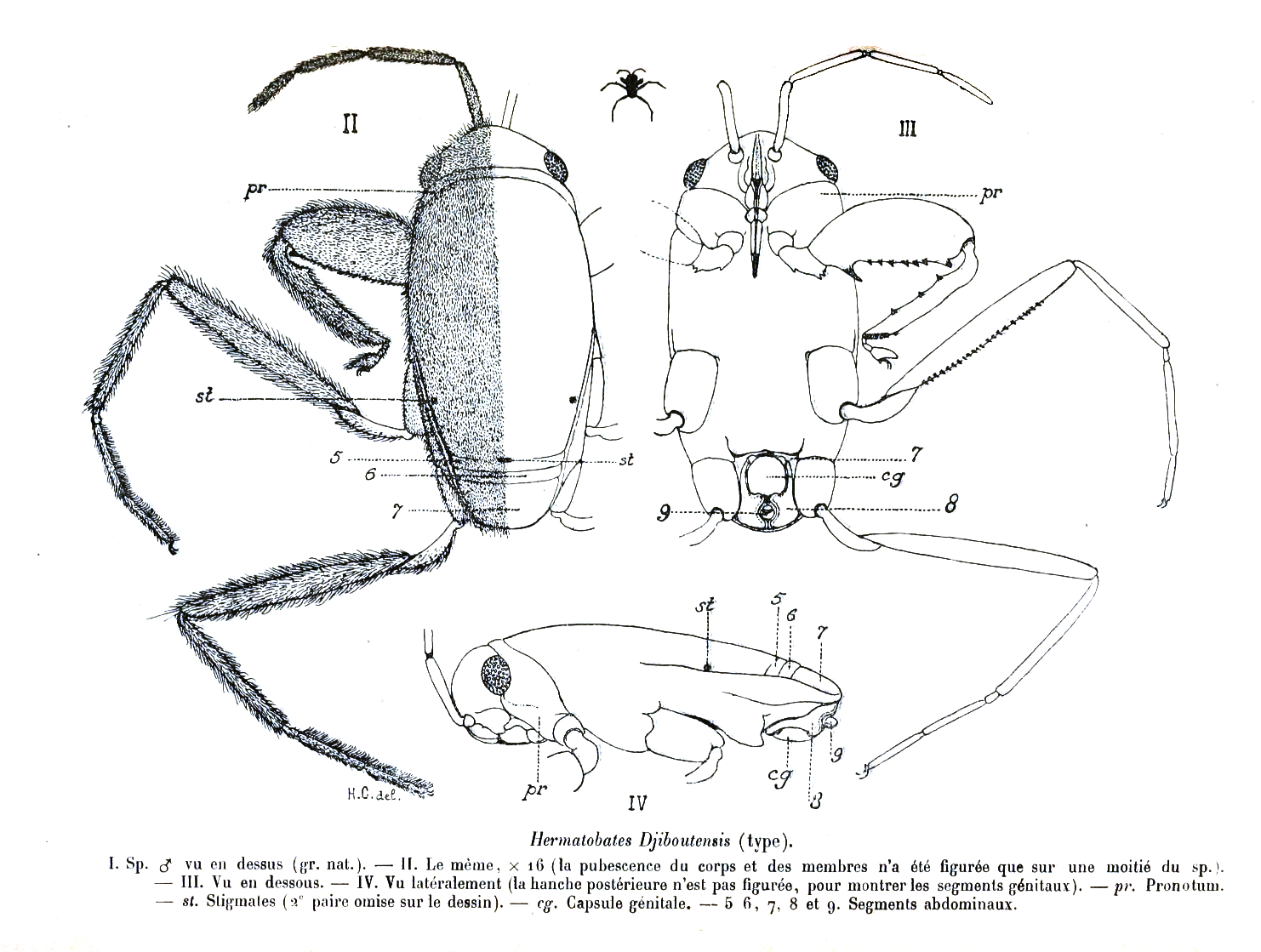
Будова тіла виду Hermatobates djiboutensis

Передньогруди короткі, тоді як середній та задній сегмент грудей зрощені між собою всюди окрім боків. Передні ноги хижі, з невеликими шипами. Середні й задні ноги значно довші за передні. Черевце коротке, невелике.

## Спосіб життя
Мешкають у припливній зоні теплих морів, на коралових рифах. Під час припливу ховаються в щілинах коралів, зберігаючи повітря в пухирцях на поверхні тіла між волосками. Під час відпливу виходять на поверхню води, де ковзають у пошуках їжі. В експериментах клопи Hermatobates витримували під водою понад 13 годин, але зберігали активність упродовж 4 годин.
Живляться нещодавно померлими дрібними комахами, зокрема комарами хірономідами, а також полюють на інших дрібних водомірок Halovelia. За різними даними є денними чи нічними комахами.
Після виходу з яйця личинки линяють 3 рази, а 4-та стадія линяє у дорослу особину. Наявність 4 личинкових стадій відрізняє представників роду від інших клопів, які мають 5 стадій. Молодші личинки рідше виходять на поверхню води.
Клопи Hermatobates мають унікальний, відмінний від інших водомірок спосіб ковзання по поверхні води.

## Походження
Родина вважається однією з груп у складі надродини Gerroidea нарівні з родинами Gerridae і Veliidae. За іншою гіпотезою Hermatobatidae може бути близькою до родини Hydrometridae, тоді як Gerroidea є парафілетичною.

## Таксономія та різноманіття
Рід виділив британський ентомолог Джордж Карпентер 1892 року, а його назва походить від грец. ερμα — «риф» та грец. βατησ — «ковзати». Типовим видом роду є Hermatobates haddonii.
Станом на 2020 рік відомо 13 видів клопів роду Hermatobates, поширених в тропічних морях:
- H. haddoni Carpenter Мабуяг[en], Острови Торресової протоки
- H. bredini Herring Домініка
- H. hawaiiensis China[5] Гавайські острови
- H. tiarae Herring Туамоту
- H. palmyra Polhemus, J. T. & Polhemus, D. A. Острови Лайн
- H. djiboutensis Coutiere & Martin Джибуті
- H. singaporensis Cheng[6] Сінгапур, Західна Малайзія
- H. armatus Andersen & Weir Честерфілдські острови
- H. marchei Coutiere & Martin Палаван, Філіппіни, Палау, північна Нова Гвінея
- H. kula J. Polhemus & D. Polhemus архіпелаг Луїзіада, східна Нова Гвінея
- H. weddi China Острови Монтебелло[en] поблизу острова Троутон[en], Північна Австралія
- H. schuhi J. Polhemus & D. Polhemus острови Токара в архіпелазі Рюкю
- H. lingyangjiaoensis Luo, Chen & Wang Парасельські острови